# Fox River (CDP)
Fox River és una concentració de població designada pel cens (census designated place, CDP)  dels Estats Units a l'estat d'Alaska. Segons el cens del 2000 tenia 616 habitants.  Fox River es troba al costat occidental de la península de Kenai. Segons l'Oficina del Cens dels Estats Units el CDP té una superfície de 332,2 km2 (128,3 milles quadrades), de les quals 324,8 km2 (125,4 milles quadrades) són terra ferma i 7,5 km2 (2,9 milles quadrades, 2,25%) són cobertes per les aigües. Es troba al capdamunt de la badia Kachemak, on hi desemboca el Fox River. El CDP s'estén cap al nord des de la badia fins a terrenys elevats al nord de Caribou Lake. Limita al sud-oest amb Falls Creek, que separa la comunitat del CDP de Fritz Creek. La major part de la població actual de Fox River es troba a la part sud-oest del CDP, en terrenys elevats amb vistes a Falls Creek, Swift Creek i Moose Creek.
La zona poblada es coneix localment com "The Head of the (Kachemak) Bay" (en català “el cap de la badia kachemak”). La seva població resideix principalment als tres pobles russos dels vells creients de Voznesenka, Kachemak Selo, i  Razdolna. La major part de la resta del CDP es troba dins del Kenai National Wildlife Refuge (refugi nacional de vida silvestre de Kenai) i no té població.

## Demografia
Segons el cens del 2000, Fox River tenia 616 habitants, 122 habitatges, i 103 famílies La densitat de població era d'1,9 habitants/km².
Dels 122 habitatges en un 73% hi vivien nens de menys de 18 anys, en un 81,1% hi vivien parelles casades, en un 4,1% dones solteres, i en un 14,8% no eren unitats familiars. En el 13,1% dels habitatges hi vivien persones soles el 7,4% de les quals corresponia a persones de 65 anys o més que vivien soles. El nombre mitjà de persones vivint en cada habitatge era de 5,05 i el nombre mitjà de persones que vivien en cada família era de 5,73.
Per edats la població es repartia de la següent manera: un 58% tenia menys de 18 anys, un 12% entre 18 i 24, un 17% entre 25 i 44, un 9,6% de 45 a 60 i un 3,4% 65 anys o més.
L'edat mediana era de 15 anys. Per cada 100 dones hi havia 116,1 homes. Per cada 100 dones de 18 o més anys hi havia 108,9 homes.
La renda mediana per habitatge era de 26.964 $ i la renda mediana per família de 40.938 $. Els homes tenien una renda mediana de 39.063 $ mentre que les dones 16.875 $. La renda per capita de la població era de 7.963 $. Aproximadament el 29,5% de les famílies i el 33,8% de la població estaven per davall del llindar de pobresa.

## Poblacions properes
El següent diagrama mostra les poblacions més properes.